# Cuy
Cuy é uma comuna francesa na região administrativa de Borgonha-Franco-Condado, no departamento de Yonne. Estende-se por uma área de 6,99 km². Em 2010 a comuna tinha 891 habitantes (densidade: 127,5 hab./km²).